# Центральна збагачувальна фабрика «Киселівська»
Центральна збагачувальна фабрика «Киселівська» — збудована за проектом «Південдіпрошахту» у 1935 році. Проектна потужність 1140 тис. тонн на рік, фактично досягнута — 2200 тис. тонн — за річною переробкою антрациту. Фабрику було реконструйовано у 1949 році.
Двосекційна технологічна система передбачала збагачення антрациту у мийних жолобах двома машинними класами: 6-80 та 80-125 мм з одержанням концентрату і відходів. Клас 0-6 мм у вигляді сухого незбагаченого відсіву відвантажувався на теплоенергетичне використання. Концентрат розсортовувався за стандартною шкалою на товарні сорти 6-13, 13-25, 25-50 та 50-125 мм. У 1968 році мийні жолоби було замінено на відсаджувальні машини, на яких збагачувався антрацит одним класом 6-100 мм. Шкала розсортовування не змінилася. Схема вловлювання та обробки шламу була вдосконалена зі зменшенням обсягів продукту, який спрямовувався на згущення у зовнішніх шламових відстійниках. Проте висока ступінь зносу основних фондів і обмеженість можливостей щодо подальшого вдосконалення технології обмежують перспективу розвитку фабрики.
Місце знаходження: м.Торез, Донецька обл., залізнична станція Воскресенська.